# Sci alpino agli VIII Giochi asiatici invernali
Le competizioni di sci alpino agli VIII Giochi asiatici invernali si sono svolte dal 22 al 25 febbraio 2017 al Sapporo Teine di Sapporo, in Giappone.

## Podi

### Uomini
| Evento                    | Oro             | Argento       | Bronzo          |
| Slalom (dettagli)         | Jung Dong-hyun  | Kim Hyeon-tae | Hideyuki Narita |
| Slalom gigante (dettagli) | Hideyuki Narita | Kim Hyeon-tae | Yohei Koyama    |

### Donne
| Evento                    | Oro          | Argento  | Bronzo         |
| Slalom (dettagli)         | Emi Hasegawa | Asa Ando | Kang Young-seo |
| Slalom gigante (dettagli) | Emi Hasegawa | Asa Ando | Kang Young-seo |

## Medagliere
| Posiz. | Nazione       | Oro | Argento | Bronzo | Totale |
| ------ | ------------- | --- | ------- | ------ | ------ |
| 1      | Giappone      | 3   | 2       | 2      | 7      |
| 2      | Corea del Sud | 1   | 2       | 2      | 5      |
| Totale | Totale        | 4   | 4       | 4      | 12     |